# Boks na Igrzyskach Panamerykańskich 1979
Turniej bokserski VIII Igrzysk Panamerykańskich odbył się w dniach 2–14 lipca 1979 w San Juan (Portoryko). Rozegrany został w jedenastu kategoriach wagowych.

## Medaliści
| Kategoria                      | Złoty                               | Srebrny                              | Brązowy                                                         |
| waga papierowa (48 kg)         | Héctor Ramírez · Kuba               | Richard Sandoval · Stany Zjednoczone | Eduardo Burgos · Chile · Gilberto Sosa · Meksyk                 |
| waga musza (51 kg)             | Alberto Mercado · Portoryko         | Pedro Nolasco · Dominikana           | Ian Clyde · Kanada · Jerome Coffe · Stany Zjednoczone           |
| waga kogucia (54 kg)           | Jackie Beard · Stany Zjednoczone    | Luis Pizarro · Portoryko             | Héctor Lazaro · Kuba · Santiago Caballero · Wenezuela           |
| waga piórkowa (57 kg)          | Bernard Taylor · Stany Zjednoczone  | Naudy Piñero · Wenezuela             | Fernando Sosa · Argentyna · Filipe Orozco · Kolumbia            |
| waga lekka (60 kg)             | Adolfo Horta · Kuba                 | Roberto Andino · Portoryko           | Rafael Rodriguez · Dominikana · Guillermo Fernández · Wenezuela |
| waga lekkopółśrednia (63,5 kg) | Lemuel Steeples · Stany Zjednoczone | Hugo Hernández · Argentyna           | José Aguillar · Kuba · Pedro Cruz · Portoryko                   |
| waga półśrednia (67 kg)        | Andrés Aldama · Kuba                | Mike McCallum · Stany Zjednoczone    | José Baret · Dominikana · Javier Colin · Meksyk                 |
| waga lekkośrednia (71 kg)      | José Angel Molina · Portoryko       | James Shuler · Stany Zjednoczone     | Francisco de Jesus · Brazylia · Jorge Amparo · Dominikana       |
| waga średnia (75 kg)           | José Gómez · Kuba                   | Carlos Fonseca · Brazylia            | Alfred Thomas · Gujana · Oscar Florentin · Argentyna            |
| waga półciężka (81 kg)         | Tony Tucker · Stany Zjednoczone     | Dennis Jackson · Portoryko           | Patrick Fennel · Kanada · Clemente Ortiz · Dominikana           |
| waga ciężka (>81 kg)           | Teófilo Stevenson · Kuba            | Narciso Maldonado · Portoryko        | Rufus Hadley · Stany Zjednoczone · Luis Castillo · Ekwador      |

## Klasyfikacja medalowa
| Poz.    | Państwo           |    |    |    | Razem |
| ------- | ----------------- | -- | -- | -- | ----- |
| 1       | Kuba              | 5  | 0  | 2  | 7     |
| 2       | Stany Zjednoczone | 4  | 2  | 2  | 8     |
| 3       | Portoryko         | 2  | 4  | 1  | 7     |
| 4       | Dominikana        | 0  | 1  | 4  | 5     |
| 5       | Argentyna         | 0  | 1  | 2  | 3     |
| 5       | Wenezuela         | 0  | 1  | 2  | 3     |
| 7       | Brazylia          | 0  | 1  | 1  | 2     |
| 8       | Jamajka           | 0  | 1  | 0  | 1     |
| 9       | Kanada            | 0  | 0  | 2  | 2     |
| 9       | Meksyk            | 0  | 0  | 2  | 2     |
| 11      | Chile             | 0  | 0  | 1  | 1     |
| 11      | Ekwador           | 0  | 0  | 1  | 1     |
| 11      | Gujana            | 0  | 0  | 1  | 1     |
| 11      | Kolumbia          | 0  | 0  | 1  | 1     |
| Łącznie | Łącznie           | 11 | 11 | 22 | 44    |